# Лобаново (Казахстан)
Лоба́ново (каз. Лобанов) — село у складі Айиртауського району Північноказахстанської області Казахстану. Адміністративний центр Лобановського сільського округу.
Населення — 1056 осіб (2021; 1483 у 2009, 1439 у 1999, 2148 у 1989).
Національний склад станом на 1989 рік:
- росіяни — 74 %.